# Бобо Саломов
Саломов Бобо Саломович (тадж. Бобо Саломов; 14 февраля 1932 — 24 ноября 1997) — советский партийный деятель Таджикской ССР, председатель (1965—1982) районного исполнительного комитета Совета народных депутатов Ганчинского района Таджикской ССР.
Секретарь (1962—1965) городского комитета КПСС г. Ура-Тюбе и председатель исполнительного комитета городского совета г. Ура-Тюбе Ленинабадской области Таджикской ССР

## Биография

### Ранние годы
Бобо Саломов родился 14 февраля 1932 года в семье работника охраны лесного хозяйства — Почоева Абдусалома, в кишлаке Угук Ганчинского района (ныне район Деваштич) Ленинабадской области (ныне Согдийская область) Таджикской ССР. Он был последним и единственным выжившим из 14 детей — остальные умерли в младенчестве.
После окончания сельской средней школы поступил в Ленинабадское медицинское училище имени Павлова, которое окончил в 1948 году и продолжил учёбу на историческом факультете Ленинабадского государственного педагогического Института (ЛГПИ) имени С. М. Кирова (ныне Худжандский государственный университет имени Б. Гафурова). После окончания института в 1952 году, работал учителем средней школы имени А. Рудаки в к. Калининабад Ганчинского района Ленинабадской области. В октябре 1953 года вступил в ряды Коммунистической партии Советского Союза.
Быстро проявившиеся организаторские способности, инициативность, трудолюбие и ответственность за результат, позволили рекомендовать и направить его на комсомольскую работу.

### Трудовая и партийная деятельности
С 1954—1955 годах являлся первым секретарем комитета комсомола города Ура-Тюбе (ныне Истравшан).
В 1955—1958 годах — ответственный сотрудник райкома Коммунистической партии, заведующий отделом Шахристанского района Ленинабадской области.
В 1958—1961 годах — заведующий отделом, затем секретарь райкома Коммунистической партии Ганчинского района Ленинабадской области.
С 1961 по 1962 год состоял слушателем Высшей партийной школы при ЦК КПСС в Москве.
После Высшей партийной школы при ЦК КПСС в Москве, Бобо Саломов с 1962 по 1965 год был секретарем городского комитета КПСС г. Ура-Тюбе и председателем исполнительного комитета городского совета г. Ура-Тюбе Ленинабадской области Таджикской ССР.
С 1965 по 1982 год Бобо Саломов на протяжении 17 лет являлся председателем районного исполнительного комитета Совета народных депутатов Ганчинского района Ленинабадской области Таджикской ССР.
В 1982—1983 годах — директор совхоза им. К.Маркса Ганчинского района Ленинабадкой области.
В 1983—1984 годах — директор кирпичного завода Ганчинского района Ленинабадкой области.
В 1984—1986 — начальник дорожно-эксплуатационного управления № 27 Ганчинского района Ленинабадкой области.
С 1986 по 1993 годы — начальник жилищно-коммунального хозяйства Ганчинского района Ленинабадкой области.
Бобо Саломов был депутатом Верховного Совета Таджикистана VI, VII созывов. C 1971 по 1981 год — депутатом областного совета. C 1953 по 1981 год — депутатом районного совета.

### Награды и народное признание
Бобо Саломов награждён двумя орденами «Знак Почета» СССР, медалью «За трудовую доблесть», медалью «За доблестный труд», пятью знаками «Победитель социалистического соревнования» (1976—1978 гг.), юбилейной настольной медалью «50 лет СССР», Почетными грамотами Президиума Верховного Совета Таджикистана.
Своим высшим достижением и главной наградой, согласно словам самого Бобо Саломова, были искреннее уважение, очевидное признание и поддержка простых тружеников.
Его именем названа улица в районном центре Ганчи, установлена памятная доска и установлен бюст в районном парке славы.

### Результаты трудовой деятельности
По рекомендации ЦК Компартии Таджикистана, в 1961—1962 гг., Бобо Саломов был направлен слушателем в Высшую партийную школу (ВПШ) при ЦК КПСС. После окончания ВПШ при ЦК КПСС, начал работу секретарем компартии Ура-Тюбинского района, в 1963 — Председатель исполнительного комитета районного Совета депутатов. Затем, после отделения и образования нового — Ганчинского района, с 1965 года, продолжил работу Председателем исполнительного комитета нового района. Стоит отметить, что на данной должности, Бобо Саломов был самым молодым Председателем районного исполкома. Ему было всего 31 год. Несмотря на молодость, он отличался образованностью и широким кругозором, редким умением решения задач любой сложности, даром убеждения и грамотной аргументации.
Исключительные организаторские и управленческие способности Бобо Саломова, его качественно аргументированные инициативы, позволили с конца 60-х до второй половины 70-х годов организовать строительство и сдачу в эксплуатацию практически всей необходимой районной инфраструктуры, административно-хозяйственных объектов, промышленно-строительных мощностей, орошение и освоение необходимых сельскохозяйственных площадей, создание жилищного фонда, строительство дорог, социальных объектов и многое другое.
Были построены и сданы в эксплуатацию административные здания и производственные площади строительно-монтажных управлений (СМУ) № 8 и 34, дорожно-эксплуатационного управления (ДЭУ) № 27, современные школы в кишлаках Ходжа Тохир, Хуштоири Мухлон, Басманда, Дальёни боло, Газантарак и многих других, свинокомплекса в селении Кучкина, водохранилище «Дахана-сой», асфальтированные дороги Ганчи — Нау (ныне Спитамен), Ганчи — Ура-Тюбе (ныне Истаравшан), Ганчи — Калининабад, озеленение всего района, магазинов во всех селениях, 12 бань, электрификация всех селений (включая труднодоступные горные кишлаки).
Для жителей Ганчинского района имя Бобо Саломова ассоциируется с благоустройством и озеленением, прокладкой автомобильных дорог, обеспечением питьевой водой, строительством трикотажной фабрики, знаменитого винзавода, управления «Агротехснаб», кирпичного завода, сбербанка, многофункционального спортивного комплекса, здания Потребсоюза, центрального универмага «Садаф», кинотеатра «50-летие Октября» (ныне дворец культуры), центральной районной больницы, 2-х этажных жилых домов на центральных улицах, средней школы № 16, здания отдела образования, столовых и кафе, гостиницы и бани, асфальтирование всех дорог районного значения, установка памятников павшим в борьбе за установление Советской власти, Неизвестному солдату, бюсты А.Бобочонова и Мумин-таго и десятками других проектов и строительств. И действительно, за годы деятельности Бобо Саломова кишлак Ганчи превратился в цветущий, комфортный для проживания поселок городского типа (ПГТ) известный своей ухоженностью, чистейшими воздухом и водой.

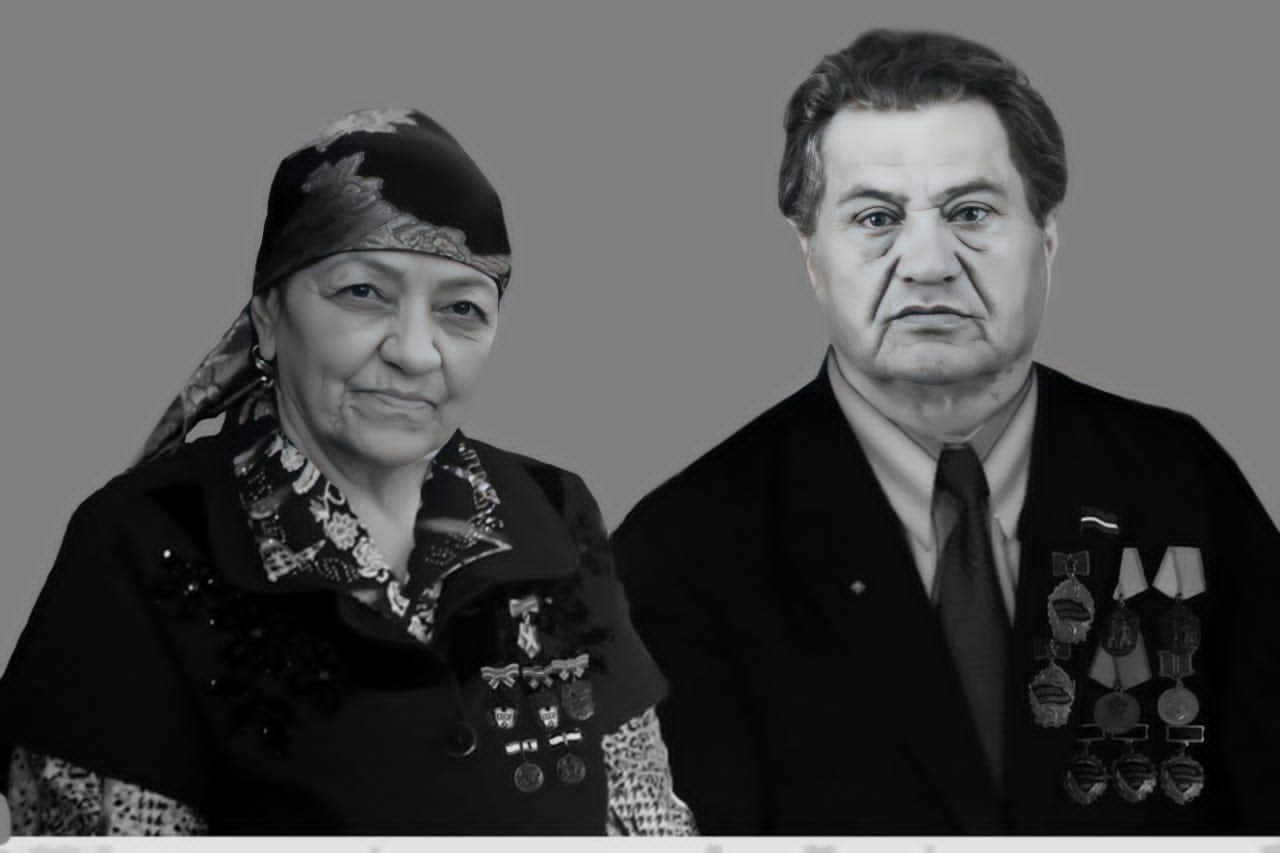
Бобо Саломов и Мамлакат Сангинова, 1996г. Последняя прижизненная фотография Бобо Саломова